# Підводний пірат
«Підводний пірат» (англ. A Submarine Pirate) — американська короткометражна кінокомедія режисера Чарльза Ейвері 1915 року.

## Сюжет
Винахідник і його спільник планують пограбувати судно, що перевозить золоті злитки за допомогою підводного човна. Офіціант підслуховує їхні плани, купує собі мундир морського адмірала, після чого підкуповує команду, щоб сісти на корабель.

## У ролях
- Сід Чаплін — офіціант
- Філліс Аллен — войовничий гість
- Глен Кавендер — винахідник / капітан корабля
- Веслі Рагглз — спільник винахідника
- Джош Бінней — менеджер в готелі
- Тед Едвардс — офіціант